# Metz-en-Couture
Pour les articles homonymes, voir Metz (homonymie) et Couture (homonymie).
Metz-en-Couture est une commune française située dans le département du Pas-de-Calais en région Hauts-de-France. Ses habitants sont appelés les Culturimessins. La commune est membre de la communauté de communes du Sud-Artois.

## Géographie

### Localisation
Localisée dans l'extrême sud-est du département du Pas-de-Calais, limitrophe des départements de la Somme et du Nord, Metz-en-Couture est une commune rurale située à 17 km à l'est de la commune de Bapaume et à 32 km au sud-est de la commune d’Arras (chef-lieu d'arrondissement).
Le territoire de la commune est limitrophe de ceux de huit communes, dont trois, Fins, Heudicourt et Sorel,  dans le département de la Somme et deux, Gouzeaucourt et Villers-Plouich, dans le département du Nord.
Les communes limitrophes sont  Fins, Gouzeaucourt, Havrincourt, Heudicourt, Neuville-Bourjonval, Sorel, Trescault et Villers-Plouich.

### Géologie et relief

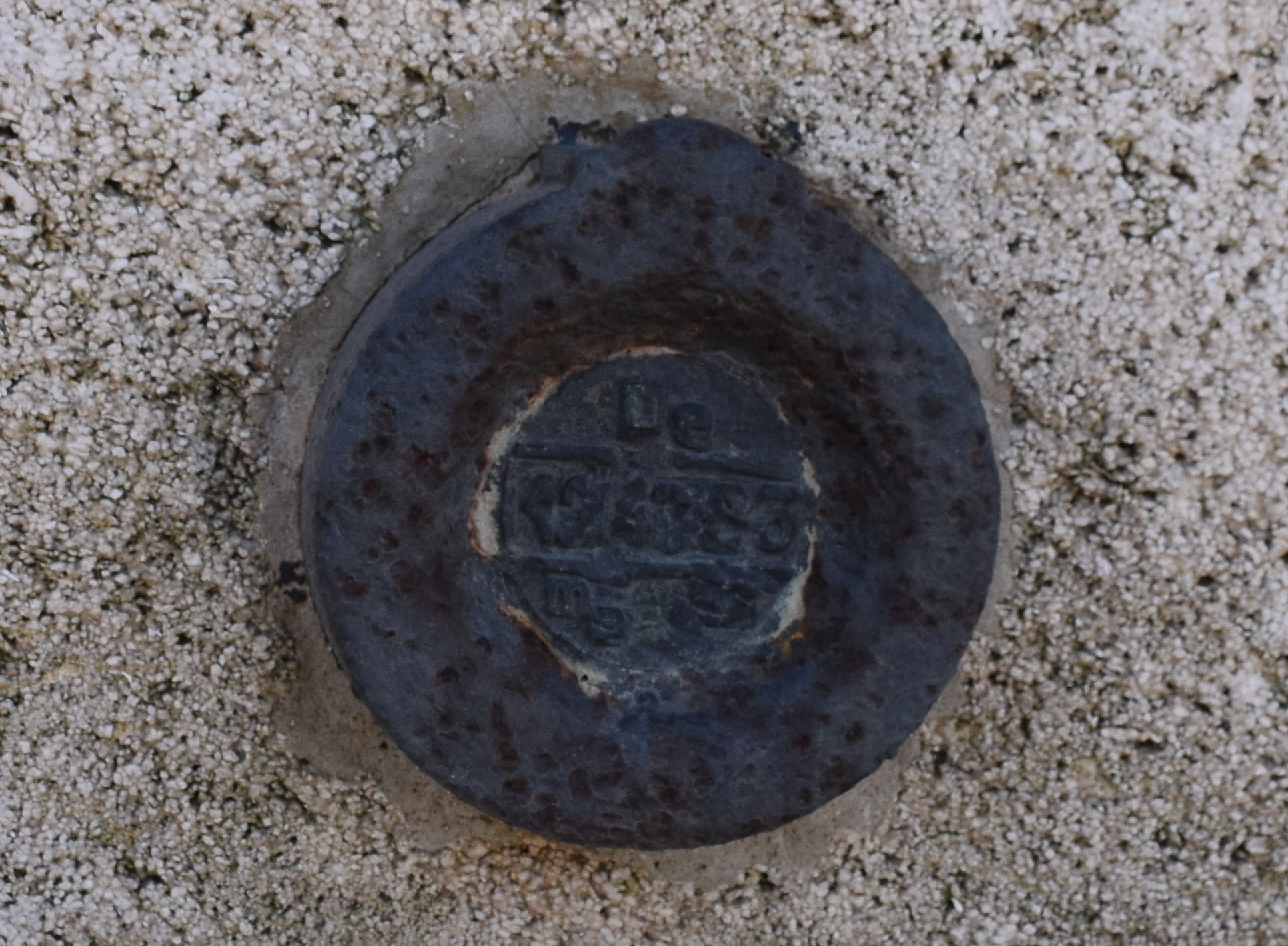
Borne de nivellement à l'entrée du cimetière britannique- Altitude 124,83 m.

La superficie de la commune est de 10,73 km2 ; son altitude varie de 90  à   134 m.

### Hydrographie
La commune est située dans le bassin Artois-Picardie. Elle n'est drainée par aucun cours d'eau,.

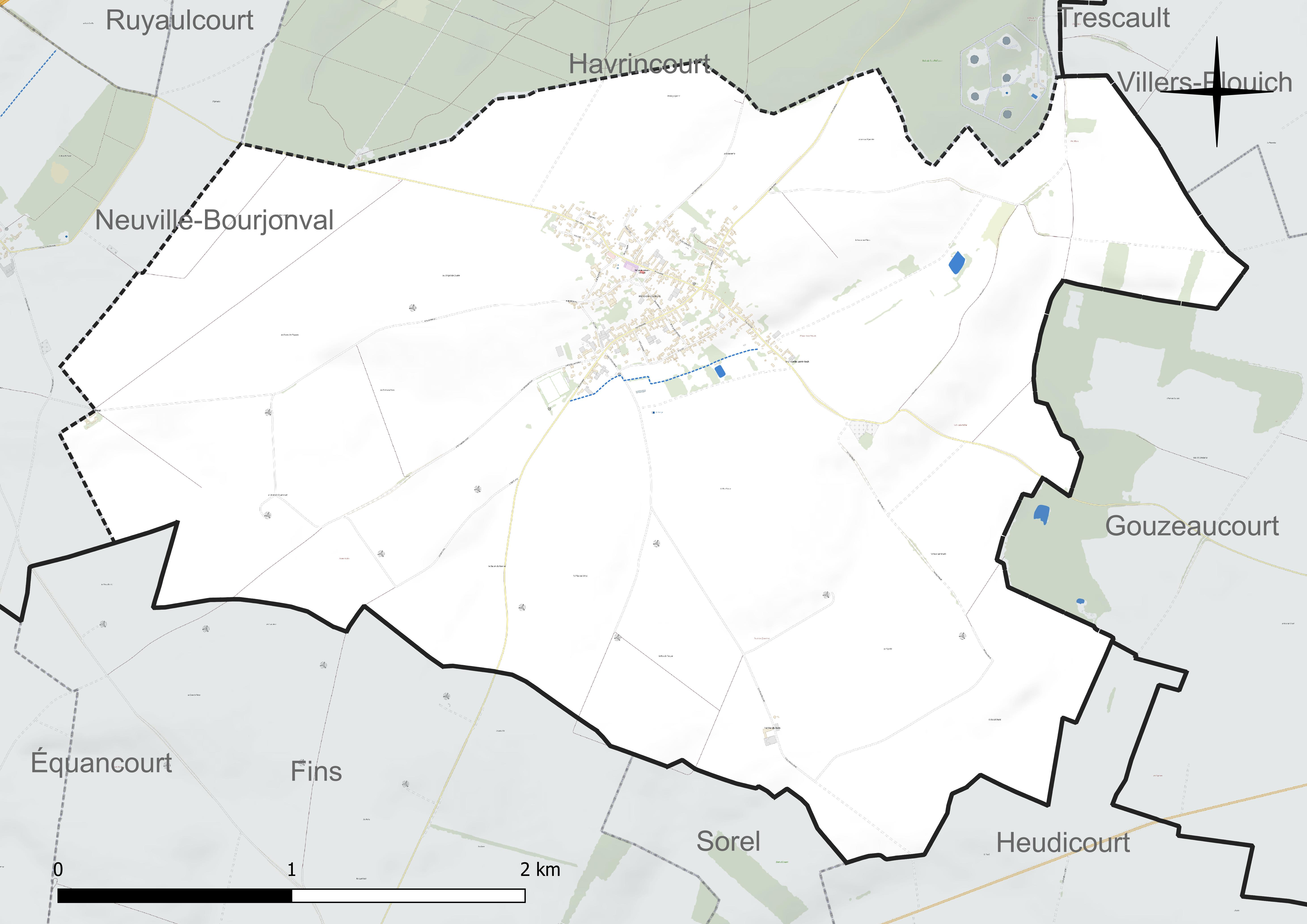
Réseau hydrographique de Metz-en-Couture.

### Climat
Pour des articles plus généraux, voir Climat des Hauts-de-France et Climat du Pas-de-Calais.
En 2010, le climat de la commune est de type climat océanique dégradé des plaines du Centre et du Nord, selon une étude du CNRS s'appuyant sur une série de données couvrant la période 1971-2000. En 2020, Météo-France publie une typologie des climats de la France métropolitaine dans laquelle la commune est exposée à un climat océanique et est dans la région climatique Nord-est du bassin Parisien, caractérisée par un ensoleillement médiocre, une pluviométrie moyenne régulièrement répartie au cours de l'année et un hiver froid (3 °C).
Pour la période 1971-2000, la température annuelle moyenne est de 10,1 °C, avec une amplitude thermique annuelle de 14,4 °C. Le cumul annuel moyen de précipitations est de 719 mm, avec 11,4 jours de précipitations en janvier et 9,2 jours en juillet. Pour la période 1991-2020, la température moyenne annuelle observée sur la station météorologique la plus proche, située sur la commune d'Épehy à 8 km à vol d'oiseau, est de 10,6 °C et le cumul annuel moyen de précipitations est de 752,8 mm,. Pour l'avenir, les paramètres climatiques de la commune estimés pour 2050 selon différents scénarios d'émission de gaz à effet de serre sont consultables sur un site dédié publié par Météo-France en novembre 2022.

### Paysages
Pour un article plus général, voir Paysage en France.
La commune est située dans le paysage régional des grands plateaux artésiens et cambrésiens tel que défini dans l'atlas des paysages de la région Nord-Pas-de-Calais, conçu par la direction régionale de l'Environnement, de l'Aménagement et du Logement (DREAL),. Ce paysage régional, qui concerne 238 communes, est dominé par les « grandes cultures » de céréales et de betteraves industrielles qui représentent 70 % de la surface agricole utilisée (SAU).

### Milieux naturels et biodiversité

#### Zone naturelle d'intérêt écologique, faunistique et floristique
L'inventaire des zones naturelles d'intérêt écologique, faunistique et floristique (ZNIEFF) a pour objectif de réaliser une couverture des zones les plus intéressantes sur le plan écologique, essentiellement dans la perspective d'améliorer la connaissance du patrimoine naturel national et de fournir aux différents décideurs un outil d'aide à la prise en compte de l'environnement dans l'aménagement du territoire.
Le territoire communal comprend une ZNIEFF de type 1 : le bois d'Havrincourt, d'une superficie de 2 406 ha et d'une altitude variant de 68  à   132 mètres. C'est la zone boisée la plus vaste du Cambrésis essentiellement occupé par de grandes cultures.

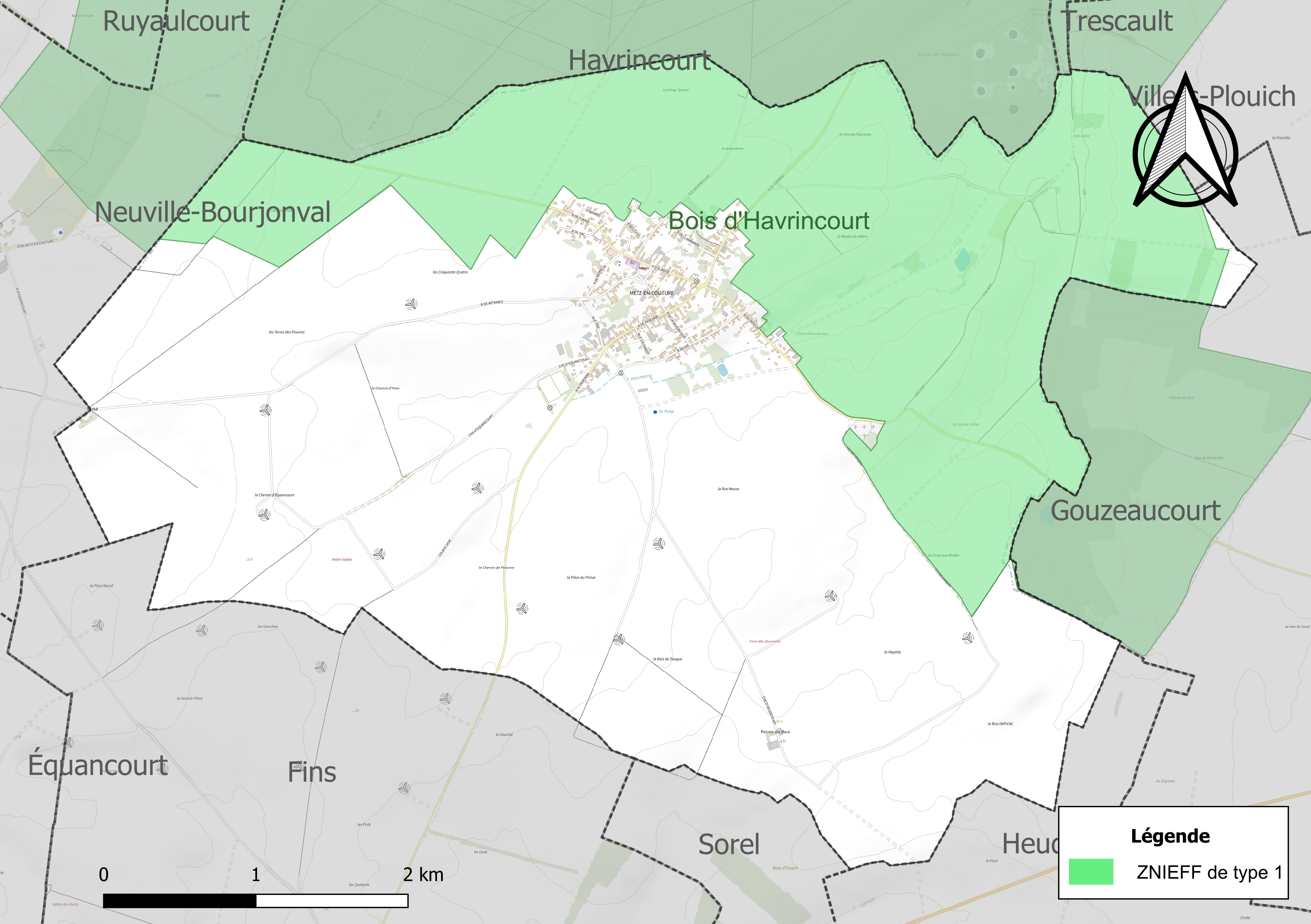
Carte de la ZNIEFF sur la commune.

#### Espèces faunistiques et floristiques
L'Inventaire national du patrimoine naturel (INPN) recense plusieurs espèces faunistiques et floristiques sur le territoire de la commune dont certaines sont protégées et d'autres menacées et quasi-menacées.

## Urbanisme

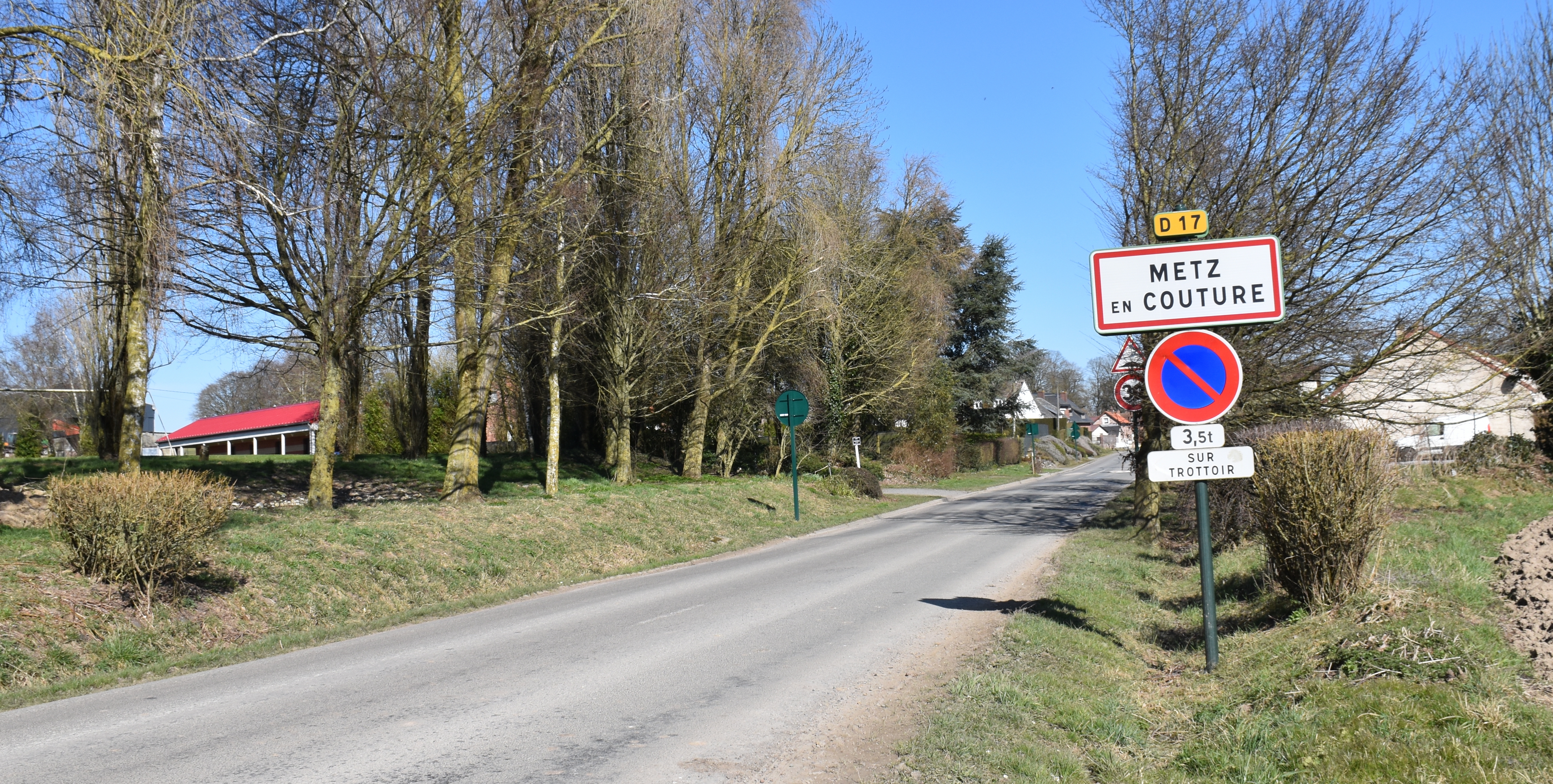
Une entrée de la commune.

### Typologie
Au 1er janvier 2024, Metz-en-Couture est catégorisée commune rurale à habitat dispersé, selon la nouvelle grille communale de densité à sept niveaux définie par l'Insee en 2022.
Elle est située hors unité urbaine et hors attraction des villes,.

### Occupation des sols
L'occupation des sols de la commune, telle qu'elle ressort de la base de données européenne d'occupation biophysique des sols Corine Land Cover (CLC), est marquée par l'importance des territoires agricoles (94,1 % en 2018), une proportion identique à celle de 1990 (94,1 %). La répartition détaillée en 2018 est la suivante : 
terres arables (94,1 %), zones urbanisées (5,8 %), forêts (0,1 %). L'évolution de l'occupation des sols de la commune et de ses infrastructures peut être observée sur les différentes représentations cartographiques du territoire : la carte de Cassini (XVIIIe siècle), la carte d'état-major (1820-1866) et les cartes ou photos aériennes de l'IGN pour la période actuelle (1950 à aujourd'hui).

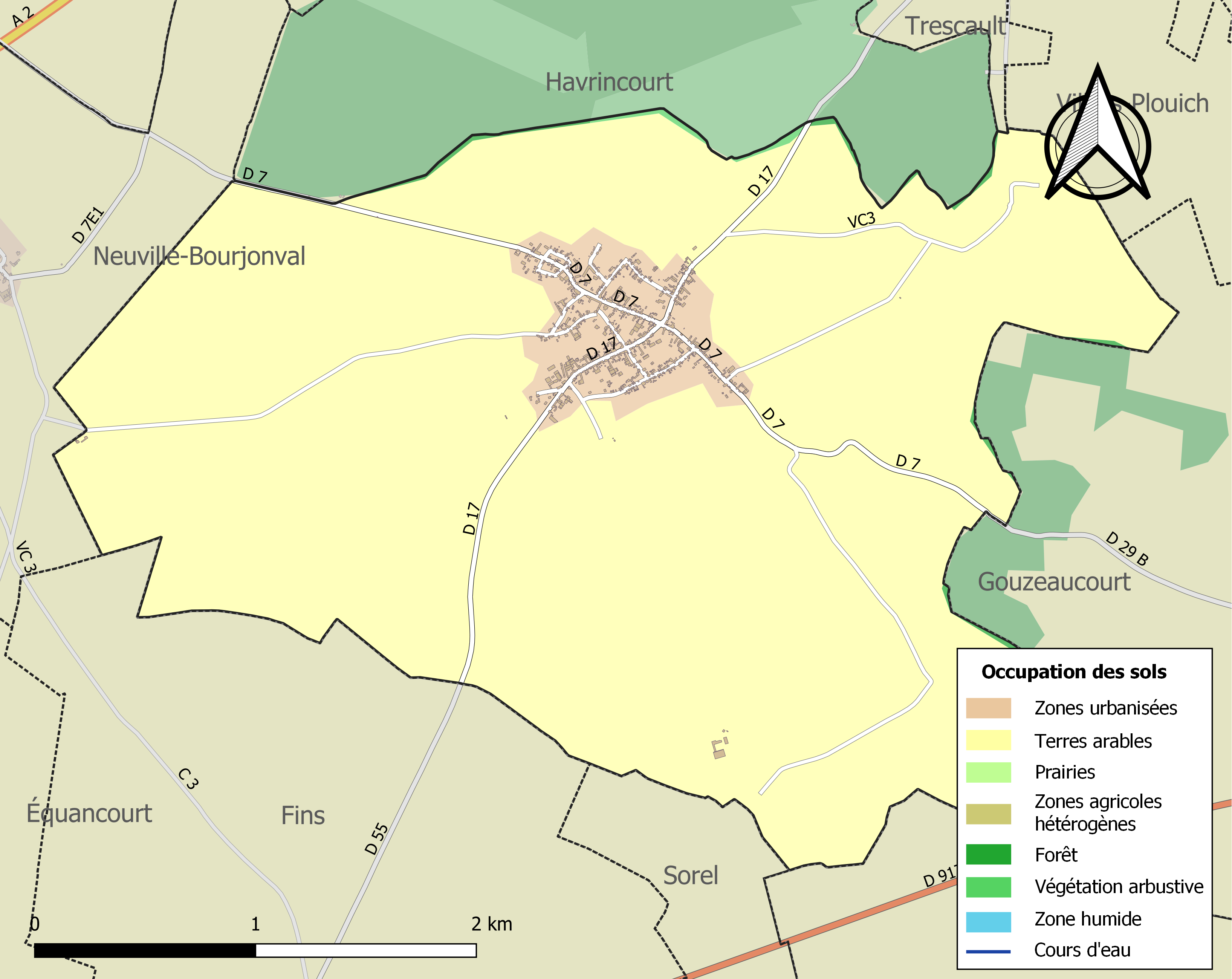
Carte des infrastructures et de l'occupation des sols de la commune en 2018 (CLC).

## Toponymie
Le nom de la localité est attesté sous les formes Mainsendis Cultura (1227) ; Mensendi Cultura (1243) ; Mainsent Couture (1244) ; Mainsencouture, Mainsaincouture (1246) ; Mainsendicultura (1283) ; Maisencouture (1294) ; Messencouture (1429) ; Més-en-Cousture (1434) ; Masancouture (1489) ; Messancouture (1515) ; Messant-Cousture (1536) ; Mésencouture (1559) ; Mez-en-Couture (1739) ; Metz en Couture en 1793 et Metz-en-Couture depuis 1801.
Les formes anciennes ne ramènent pas la mansio latine (maison, demeure), encore moins aux médiomatrices (de Metz en Lorraine). D'après Maurits Gysseling, Metz-en-Couture serait la « Maginaswinþis cultūra », la couture (terre cultivée) de Maginaswinþis, nom d'homme germanique composé de magina (force, puissance, qui a donné Macht, pouvoir, en allemand ou en néerlandais) et swinþa (robuste, vigoureux, qui a donné Geschwindigkeit, vitesse, en allemand).

## Histoire
Metz-en-Couture est, en 1793, un chef-lieu de canton du Pas-de-Calais.
Située sur un territoire rural, Metz-en-Couture a la particularité de posséder deux châteaux d'eau, du fait son ancienne activité brassicole. De nos jours, seul l'un des deux est encore en fonctionnement.

### Première Guerre mondiale
La commune est décorée de la croix de guerre 1914-1918 par décret du 23 septembre 1920, distinction également attribuée à 276 autres communes du Pas-de-Calais.

## Politique et administration

### Découpage territorial
La commune se trouve dans l'arrondissement d'Arras du département du Pas-de-Calais.

#### Commune et intercommunalités
La commune est membre de la communauté de communes du Sud-Artois qui regroupe 64 communes et compte 27 059 habitants en 2021.

#### Circonscriptions administratives
La commune est rattachée au canton de Bapaume.

#### Circonscriptions électorales
Pour l'élection des députés, la commune fait partie de la première circonscription du Pas-de-Calais.

### Élections municipales et communautaires

#### Liste des maires
| Période                                  | Période                    | Identité       | Étiquette | Qualité                                       |
| ---------------------------------------- | -------------------------- | -------------- | --------- | --------------------------------------------- |
| Les données manquantes sont à compléter. |                            |                |           |                                               |
| 1994                                     | 2014                       | Patrick Machut |           |                                               |
| 2014                                     | En cours (au 29 mars 2022) | Michel Lalisse |           | Ancien cadre, Réélu pour le mandat 2020-2026, |

## Population et société

### Démographie
Les habitants sont appelés les Culturimessins.

#### Évolution démographique
L'évolution du nombre d'habitants est connue à travers les recensements de la population effectués dans la commune depuis 1793. Pour les communes de moins de 10 000 habitants, une enquête de recensement portant sur toute la population est réalisée tous les cinq ans, les populations de référence des années intermédiaires étant quant à elles estimées par interpolation ou extrapolation. Pour la commune, le premier recensement exhaustif entrant dans le cadre du nouveau dispositif a été réalisé en 2004.

En 2022, la commune comptait 606 habitants, en évolution de −11,4 % par rapport à 2016 (Pas-de-Calais : −0,72 %, France hors Mayotte : +2,11 %).
| 1793  | 1800  | 1806  | 1821  | 1831  | 1836  | 1841  | 1846  | 1851  |
| ----- | ----- | ----- | ----- | ----- | ----- | ----- | ----- | ----- |
| 1 165 | 1 137 | 1 188 | 1 374 | 1 592 | 1 582 | 1 611 | 1 645 | 1 614 |

| 1856  | 1861  | 1866  | 1872  | 1876  | 1881  | 1886  | 1891  | 1896  |
| ----- | ----- | ----- | ----- | ----- | ----- | ----- | ----- | ----- |
| 1 627 | 1 689 | 1 655 | 1 707 | 1 729 | 1 617 | 1 552 | 1 560 | 1 580 |

| 1901  | 1906  | 1911  | 1921 | 1926  | 1931 | 1936 | 1946 | 1954 |
| ----- | ----- | ----- | ---- | ----- | ---- | ---- | ---- | ---- |
| 1 511 | 1 507 | 1 506 | 931  | 1 046 | 940  | 848  | 783  | 807  |

| 1962 | 1968 | 1975 | 1982 | 1990 | 1999 | 2004 | 2006 | 2009 |
| ---- | ---- | ---- | ---- | ---- | ---- | ---- | ---- | ---- |
| 794  | 714  | 647  | 575  | 605  | 602  | 623  | 626  | 631  |

| 2014 | 2019 | 2022 | - | - | - | - | - | - |
| ---- | ---- | ---- | - | - | - | - | - | - |
| 671  | 624  | 606  | - | - | - | - | - | - |

#### Pyramide des âges
En 2018, le taux de personnes d'un âge inférieur à 30 ans s'élève à 36,1 %, soit en dessous de la moyenne départementale (36,7 %). De même, le taux de personnes d'âge supérieur à 60 ans est de 24,8 % la même année, alors qu'il est de 24,9 % au niveau départemental.
En 2018, la commune comptait 324 hommes pour 320 femmes, soit un taux de 50,31 % d'hommes, légèrement supérieur au taux départemental (48,50 %).
Les pyramides des âges de la commune et du département s'établissent comme suit.
| Hommes | Classe d’âge | Femmes |
| ------ | ------------ | ------ |
| 1,6    | 90 ou +      | 1,0    |
| 4,5    | 75-89 ans    | 6,8    |
| 18,2   | 60-74 ans    | 17,7   |
| 19,7   | 45-59 ans    | 20,6   |
| 18,5   | 30-44 ans    | 19,4   |
| 15,3   | 15-29 ans    | 14,8   |
| 22,3   | 0-14 ans     | 19,7   |

| Hommes | Classe d’âge | Femmes |
| ------ | ------------ | ------ |
| 0,5    | 90 ou +      | 1,6    |
| 5,6    | 75-89 ans    | 8,9    |
| 16,7   | 60-74 ans    | 18,1   |
| 20,2   | 45-59 ans    | 19,2   |
| 18,9   | 30-44 ans    | 18,1   |
| 18,2   | 15-29 ans    | 16,2   |
| 19,9   | 0-14 ans     | 17,9   |

## Culture locale et patrimoine

### Lieux et monuments

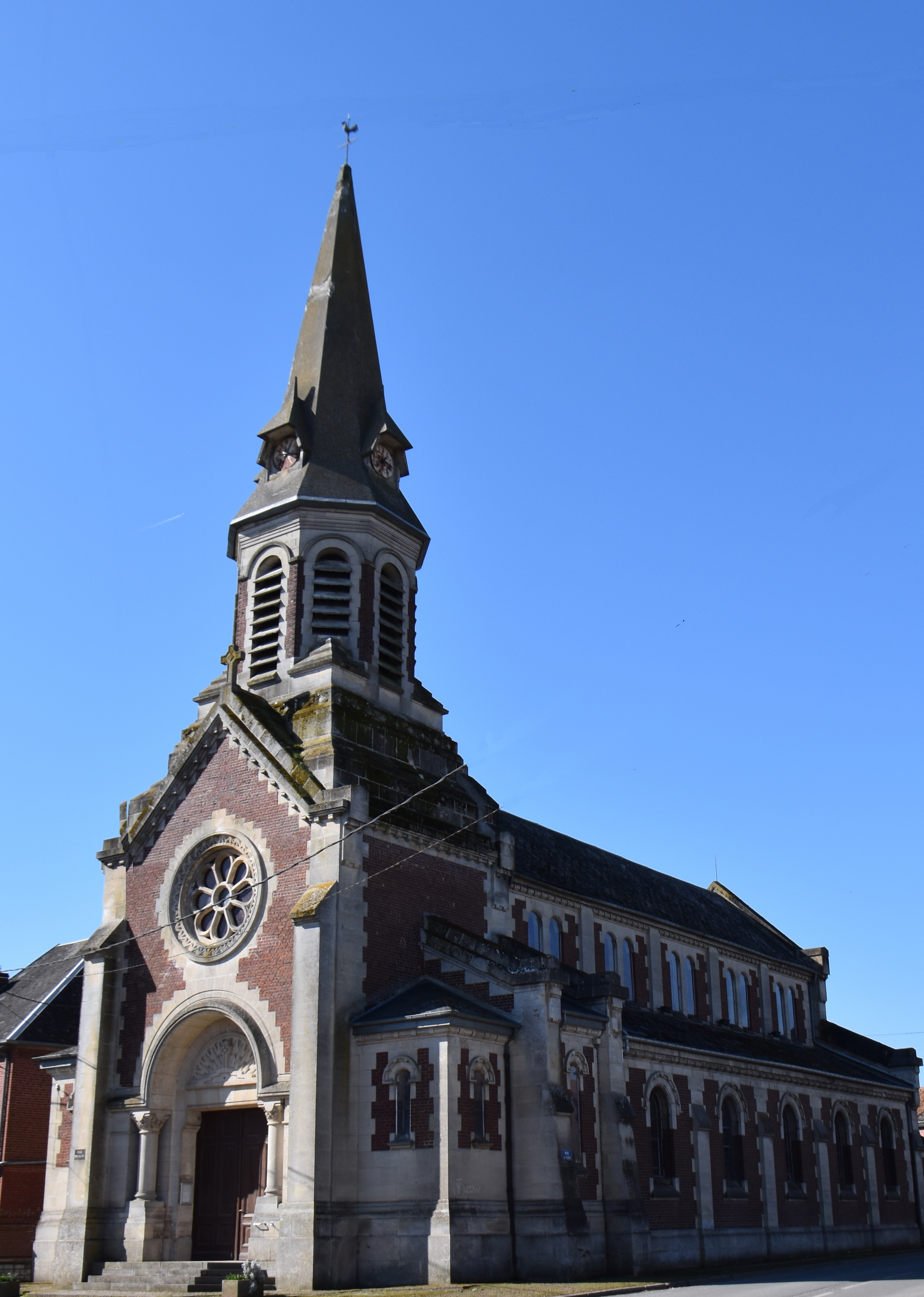
L'église Saint-Nicolas.
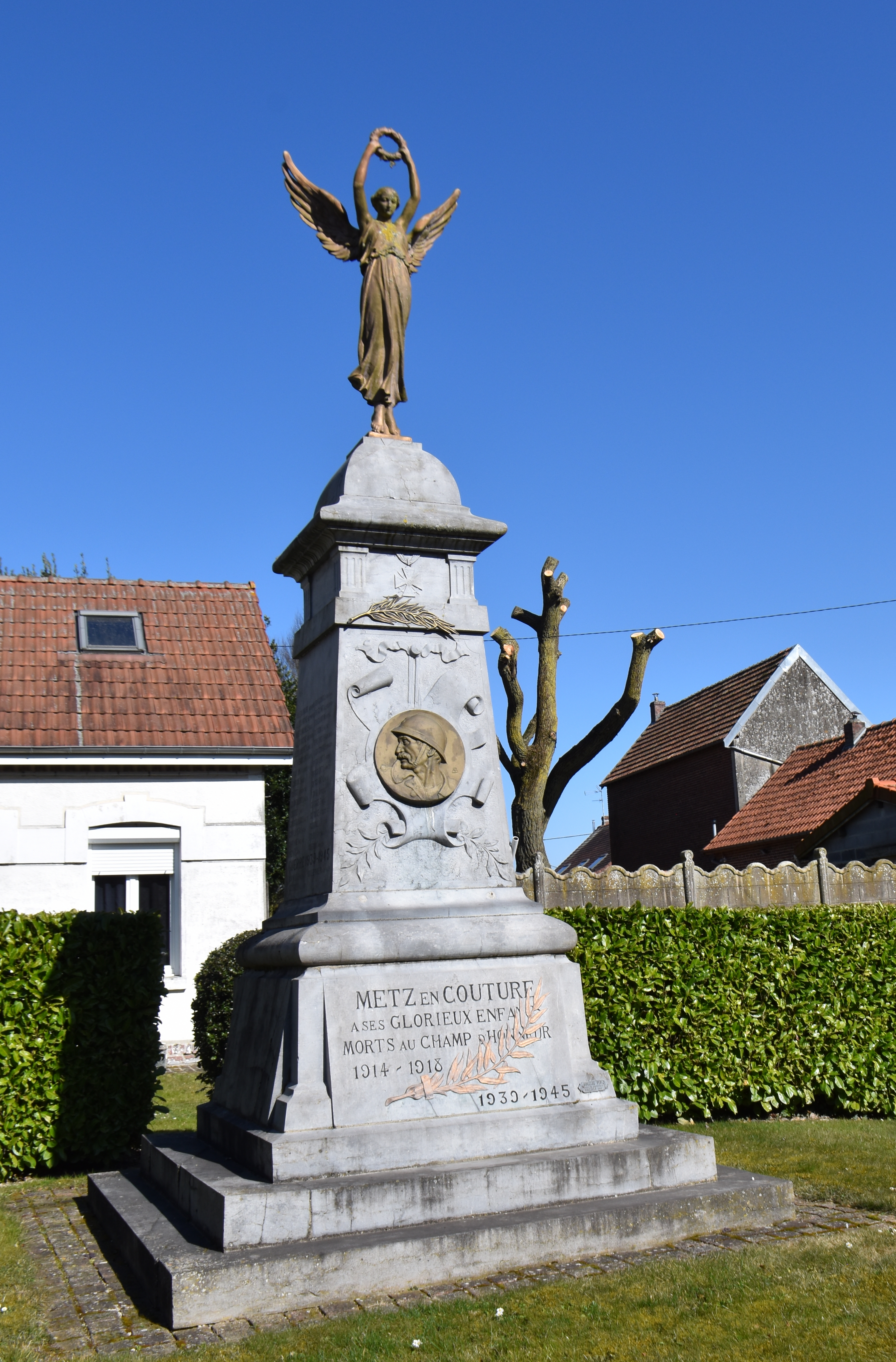
Le monument aux morts[36].

- L'église Saint-Nicolas.
- Le monument aux morts.

### Héraldique
| Blason de Metz-en-Couture | Blason  | De gueules au lion d'argent. Ornements extérieursCroix de guerre 1914-1918 |
| Blason de Metz-en-Couture | Détails | Le statut officiel du blason reste à déterminer.                           |

## Pour approfondir

#### Bases de données, dictionnaires et encyclopédies
- Ressources relatives à la géographie :   - Insee (communes)
  - Ldh/EHESS/Cassini
- Ressource relative à plusieurs domaines :   - Annuaire du service public français
- Notices d'autorité :   - VIAF
  - BnF (données)